# Iregua
Iregua és un afluent del riu Ebre. Des del seu naixement a la Serra de Cebollera fins a la seva desembocadura, creua de sud a nord la comunitat de La Rioja. Travessa, en aquest ordre, les localitats de Villoslada de Cameros, Villanueva de Cameros, Pradillo, Torrecilla en Cameros, Viguera, Nalda, Albelda de Iregua, Alberite i Villamediana de Iregua, fins a desembocar molt a prop de Logronyo.
Els seus afluents són Arroyo de Puente Ra, Río Mayor, Río Piqueras, Arroyo Castejón, Arroyo San Pedro, Arroyo Tamboreos i Barranco Urrilla. Té dos embasaments: Pajares i González-Lacasa. Aquest últim abasteix d'aigua potable el 60% de la població de La Rioja.